# Nürnberger Versicherungscup 2013
La Nürnberger Versicherungscup 2013 è stato un torneo di tennis giocato all'aperto sulla terra rossa. È stata la 1ª edizione della Nürnberger Versicherungscup, che fa parte della categoria International nell'ambito del WTA Tour 2013. Si è giocato al Tennis Club 1. FCN Seit 1924 a Norimberga, dall'8 al 15 giugno 2013.

## Partecipanti

### Teste di serie
| Nazionalità | Giocatrice             | Ranking* | Testa di serie |
| ----------- | ---------------------- | -------- | -------------- |
| Serbia      | Jelena Janković        | 18       | 1              |
| Rep. Ceca   | Klára Zakopalová       | 24       | 2              |
| Francia     | Alizé Cornet           | 27       | 3              |
| Germania    | Julia Görges           | 28       | 4              |
| Rep. Ceca   | Lucie Šafářová         | 29       | 5              |
| Spagna      | Lourdes Domínguez Lino | 45       | 6              |
| Romania     | Simona Halep           | 57       | 8              |
| Germania    | Annika Beck            | 62       | 8              |

* Ranking al 27 maggio 2013.

### Altre partecipanti
Giocatrici che hanno ricevuto una wildcard per il tabellone principale:
- Jelena Janković
- Andrea Petković
- Dinah Pfizenmaier

Giocatrici passate dalle qualificazioni:

- Grace Min
- Aleksandra Panova
- Tereza Martincová
- Tereza Smitková

## Campionesse

### Singolare
Simona Halep ha sconfitto in finale  Andrea Petković per 6-3, 6-3.
- È il primo titolo in carriera per la Halep.

### Doppio
Ioana Raluca Olaru /  Valerija Solov'ëva hanno sconfitto in finale  Anna-Lena Grönefeld /  Květa Peschke per 2-6, 7–6(3), [11-9].